# Championnat de France des rallyes 2017
Navigation
2016 2018
La saison 2017 du championnat de France des rallyes se déroule du 17 mars au 26 novembre 2017 et intègre le Rallye Cœur de France pour la première fois depuis la saison 2003.

## Épreuves de la saison 2017 du Championnat de France des rallyes
| Manche | Date                      | rallye                    | Vainqueur     | Copilote          | Voiture            |
| ------ | ------------------------- | ------------------------- | ------------- | ----------------- | ------------------ |
| 1      | 16 mars-17 mars           | Rallye du Touquet         | Éric Brunson  | Charlène Gallier  | Ford Fiesta WRC    |
| 2      | 21 avril-22 avril         | Rallye Lyon-Charbonnières | David Salanon | Laurent Magat     | Ford Fiesta RS WRC |
| 3      | 12 mai-14 mai             | Rallye d'Antibes          | Anthony Puppo | Jérémy Cenci      | Škoda Fabia R5     |
| 4      | 9 juin-10 juin            | Rallye du Limousin        | Yoann Bonato  | Benjamin Boulloud | DS 3 R5            |
| 5      | 6 juillet-8 juillet       | Rallye du Rouergue        | Yoann Bonato  | Benjamin Boulloud | DS 3 R5            |
| 6      | 31 août-2 septembre       | Rallye du Mont-Blanc      | Yoann Bonato  | Benjamin Boulloud | DS 3 R5            |
| 7      | 28 septembre-30 septembre | Rallye Cœur de France     | Yoann Bonato  | Benjamin Boulloud | DS 3 R5            |
| 8      | 27 octobre-28 octobre     | Critérium des Cévennes    | Yohan Rossel  | Benoît Fulcrand   | DS 3 R5            |
| 9      | 23 novembre-26 novembre   | Rallye du Var             | David Salanon | Jérôme Degout     | Ford Fiesta WRC    |

## Épreuves de la saison 2017 du Championnat de France des rallyes Terre
| Manche | Date                    | rallye                       | Vainqueur       | Copilote             | Voiture         |
| ------ | ----------------------- | ---------------------------- | --------------- | -------------------- | --------------- |
| 1      | 1 avril-2 avril         | Rallye Terre des Causses     | Jean-Marie Cuoq | Marielle Grandemange | Citroën C4 WRC  |
| 2      | 29 avril-30 avril       | Rallye Terre de l’Auxerrois  | épreuve annulée | épreuve annulée      | épreuve annulée |
| 3      | 3 juin-4 juin           | Rallye Terre du Diois        | Noël Tron       | Justine Obrecht      | Citroën DS3 WRC |
| 4      | 30 juin-2 juillet       | Rallye Terre de Langres      | Julien Maurin   | Olivier Ural         | Citroën DS3 WRC |
| 5      | 25 août-27 août         | Rallye Terre de Lozère       | Jean-Marie Cuoq | Marielle Grandemange | Citroën C4 WRC  |
| 6      | 6 octobre-8 octobre     | Rallye Terre des Cardabelles | Lionel Baud     | Lucie Baud           | Citroën DS3 WRC |
| 7      | 10 novembre-12 novembre | Rallye Terre de Vaucluse     | Lionel Baud     | Fabien Craen         | Citroën DS3 WRC |